# Hiesse
Hiesse là một xã thuộc tỉnh Charente trong vùng Nouvelle-Aquitaine tây nam nước Pháp. Xã nay có độ cao trung bình 180 mét trên mực nước biển.